# Katharina Prato

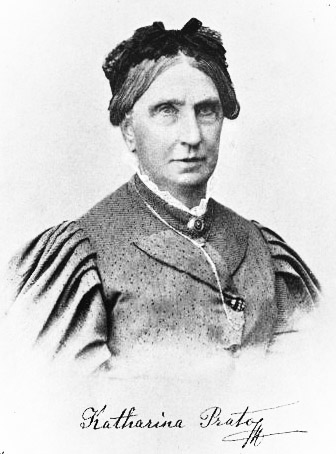
Katharina Prato

Katharina Prato (* 26. Februar 1818 in Graz als Katharina Polt; † 23. September 1897 ebenda) war das Pseudonym der österreichischen Kochbuchautorin Katharina Pratobevera.

## Leben
Sie war die Tochter eines Privatiers und heiratete im Alter von 38 Jahren den Hauptmann Eduard Pratobevera (1811–1857), Cousin von Adolf Pratobevera von Wiesborn (1806–1875) sowie (ab 1851) provisorischer Vorstand des Archivs und des Münzen- und Antikenkabinetts am Steirischen Landesmuseum Joanneum. Vom Familiennamen „Pratobevera“ leitete sie ihr Pseudonym „Prato“ ab. Da ihr Mann schwer magenleidend war, begann sie, sich Rezepte auszudenken und aufzuschreiben. Eduard Pratobevera verstarb nach nur einem Jahr Ehe. 1861 heiratete sie seinen Jugendfreund Josef Scheiger (1801–1886), Postdirektor und Konservator von Steiermark und Kärnten, und begleitete diesen auf Dienstreisen, wobei sie Kochrezepte aus Gasthäusern sammelte. Nach Nobilitierung ihres Ehemannes, 1872, veröffentlichte sie auch unter dem Namen Katharina Edle von Scheiger. In Graz lebten sie in der Ballhausgasse 3.
Katharina Prato legte großen Wert darauf, ihr Kochbuch Süddeutsche Küche an der Praxis zu orientieren und es für Anfängerinnen besonders verständlich zu formulieren:
„Mein Hauptzweck war, diese Arbeit als ‚Leitfaden für Anfängerinnen’ vorzüglich für angehende Hausfrauen brauchbar zu machen. Aus diesem Grunde habe ich die Speisevorschriften nur für eine kleine Personenzahl eingerichtet und mein Augenmerk hauptsächlich den Bedürfnissen des Mittelstandes zugewendet.“
Ihr literarisches Können brachte ihr die Bezeichnung als „schriftstellernde Kochkünstlerin“ ein. Diese Eigenschaften führten dazu, dass ihr Kochbuch zu einem österreichischen Verkaufsschlager wurde.
Die erste Ausgabe erschien 1858 bei Leykam in Graz und hatte 348 Seiten. Die späteren Ausgaben beim Styria Verlag wurden immer mehr erweitert und aktualisiert, sodass die 76./77. Auflage schließlich 1048 Seiten hatte. Das Kochbuch wurde auch in mehrere Sprachen übersetzt. 1931 gab ihre Stieftochter Viktorine Leitmaier eine Kurzfassung Die kleine Prato. Kochbuch für den kleinen Haushalt heraus. Nach dem Zweiten Weltkrieg wurde die Süddeutsche Küche unter dem Titel Die große Prato neu herausgegeben.
Neben ihrem Kochbuch verfasste sie auch einen der ersten Haushaltsratgeber Die Haushaltungskunde. Ein Leitfaden für Frauen und Mädchen aller Stände und engagierte sich sozial als Gründerin des Vereins „Volksküche“ und im Verein „Frauenheim“. Außerdem gründete sie eine Mädchenarbeitsschule und mehrere Kindergärten.
Zu Lebzeiten bekam sie eine goldene Medaille anlässlich der Ausstellung Kochkunst und Hausbedarf im April 1897 in Baden bei Wien. Weitere Ehrungen mit Goldmedaillen bei den Kochkunstausstellungen in Triest 1898, Wien 1906 und Ostrava 1909 wurden ihr erst nach ihrem Tod zuteil.
Dass auch die klassische Formulierung „Man nehme …“ von Katharina Prato stamme, ist allerdings eine Legende. Sie hat diese Wendung ebenso wenig benutzt wie ihre berühmte norddeutsche Kollegin Henriette Davidis, der die Urheberschaft gleichfalls zugeschrieben wird.

## Werke (Auswahl)

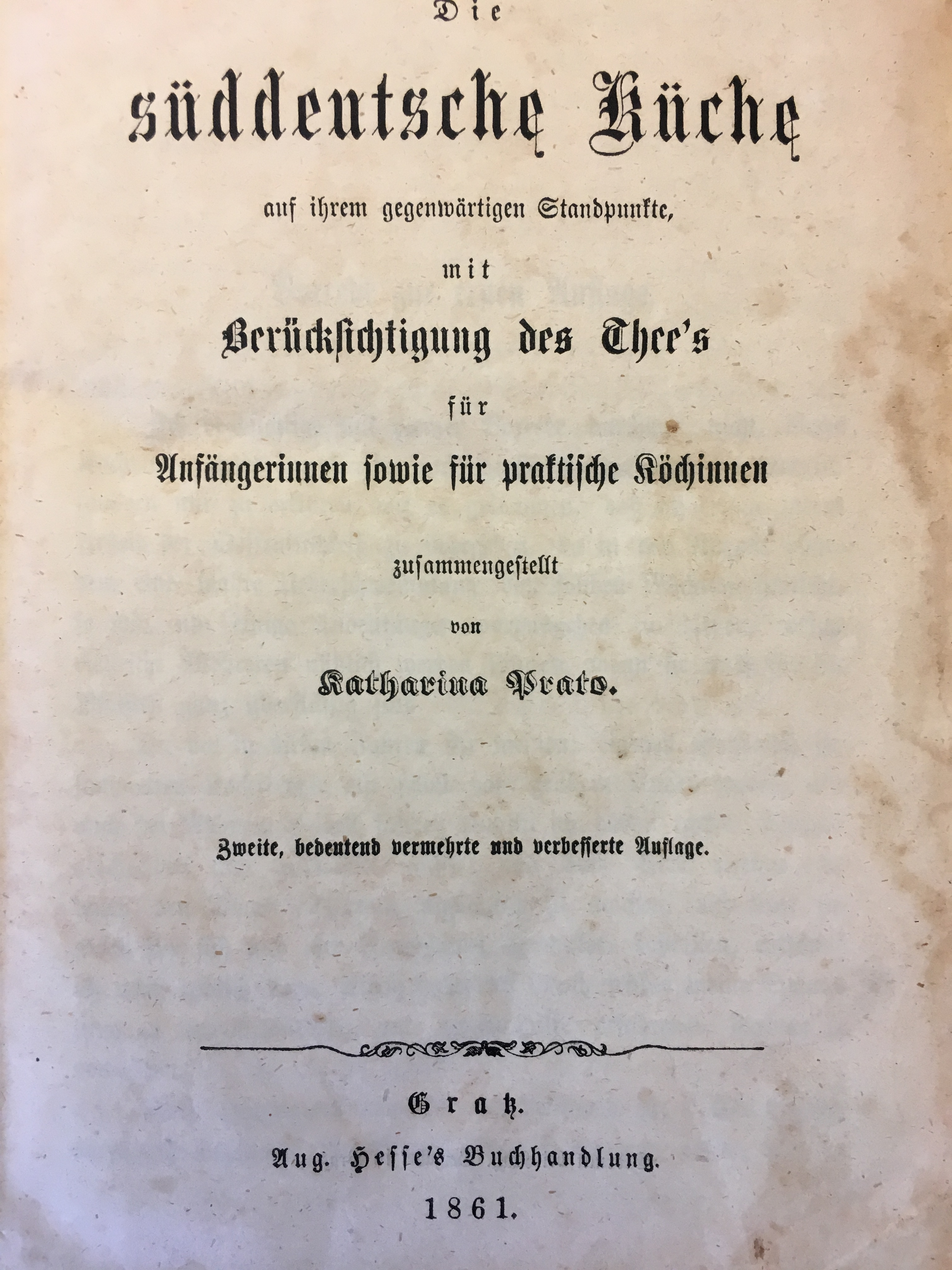
Von 1861

- Original Ausgabe von 1861 des Kochbuches von Katharina PratoVon 1861Die süddeutsche Küche auf ihrem gegenwärtigen Standpunkte, mit Berücksichtigung des jetzt so üblichen Thee’s (…). 1. Auflage. Leykam, Graz 1858, AT-LBST.

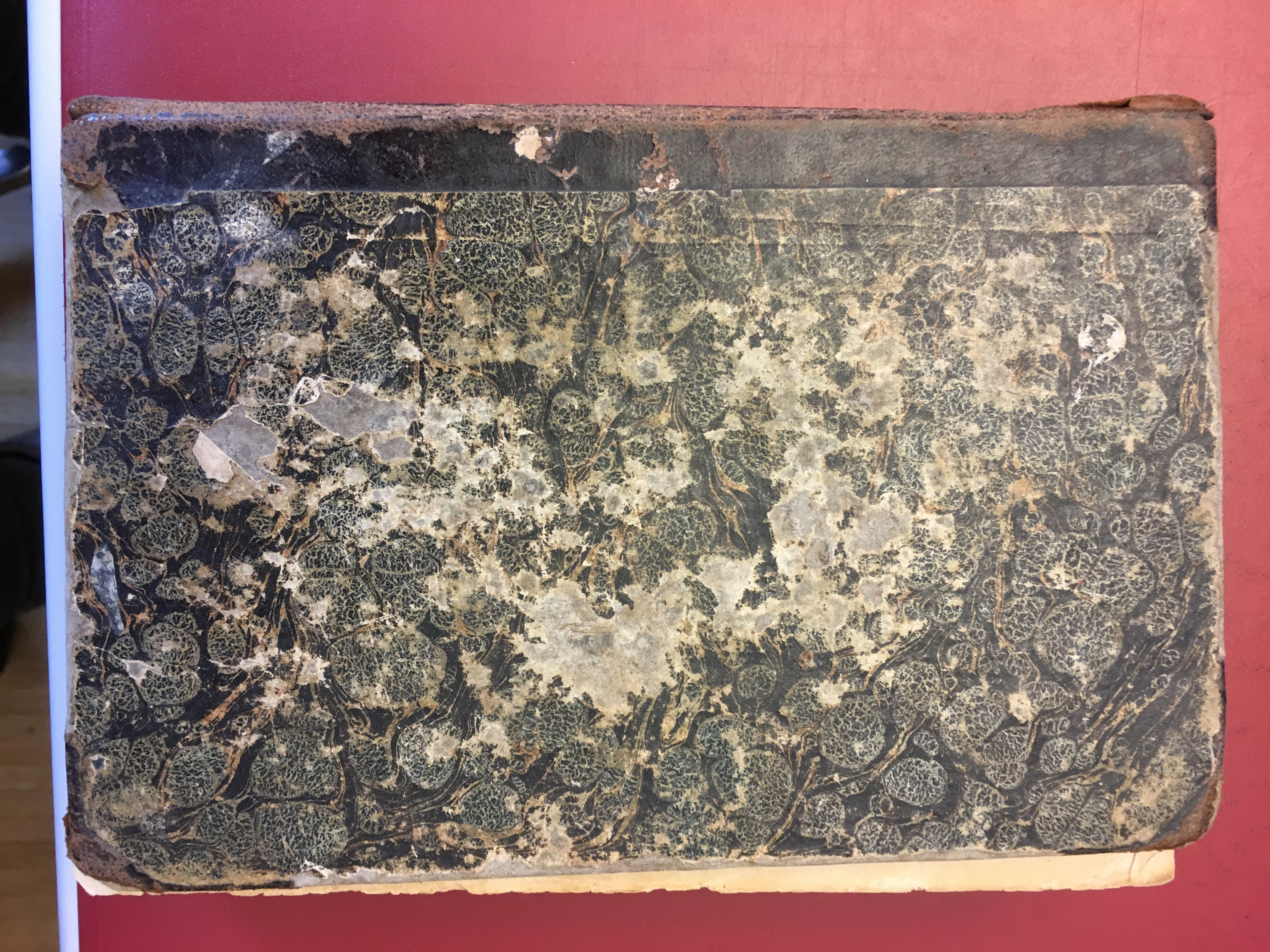
Original Ausgabe von 1861 des Kochbuches von Katharina Prato

  - Die Süddeutsche Küche auf ihrem gegenwärtigen Standpunkte mit Berücksichtigung des Thee’s und einem Anhange über das moderne Servieren nach metrischem Maß und Gewicht berechnet für Anfängerinnen sowie für praktische Köchinnen. 21., neu bearbeitete und vermehrte Auflage. Styria, Graz 1890. – archive.org.
  - —, Viktorine von Leitmaier (Bearb., Hrsg.): Die Süddeutsche Küche. Für Anfängerinnen und praktische Köchinnen. (Mit drei Farben-Tafeln und 51 Text-Figuren). 34., abermals verbesserte und vermehrte Auflage. Styria, Graz 1903. – archive.org.
- Kochbuch für Officiers-Menagen. Leykam, Graz 1866, AT-LBST.
- Die Haushaltungskunde. Ein Leitfaden für Frauen und Mädchen aller Stände. Mit Anwendung des metrischen Maßes und Gewichtes. Hesse, Graz 1873 lesen.
- Catharina Pratobevera. Werth und Darstellung des Fleisch-Extraktes etc. Gutenberg, Graz 1884, OBV.
- —, Viktorine von Leitmaier (Bearb.): Prato Küchendienst, der Speiseberater für jeden Tag des Jahres. (Erschienen als Ergänzung zu den „Prato-Kochbuechern“). (Mit zwei Abbildungen im Text). Styria, Graz 1934, OBV.
- —, Dora Larin-Zelinka (Bearb.): Die große Prato. Kochbuch der österreichischen und süddeutschen Küche, mit böhmischen, englischen, französischen, italienischen, serbischen und ungarischen Nationalspeisen. Nach dem heutigen Stand d. Kochkunst vollst. neu bearb. v. Dora Larin-Zelinka (= 80. Auf. von Die süddeutsche Küche). Hollinek, Wien 1957, OBV.
- —, Viktorine Leitmaier (Bearb.), Dora Larin-Zelinka (Bearb.): Die kleine Prato. Kochbuch für den kleinen Haushalt. 5., gänzlich durchgesehene und verbesserte Auflage. Hollinek, Wien 1966, OBV.Widmung in: Katharina Prato, Die süddeutsche Küche, Wien und Graz 1929, Verlagsbuchhandlung Styria

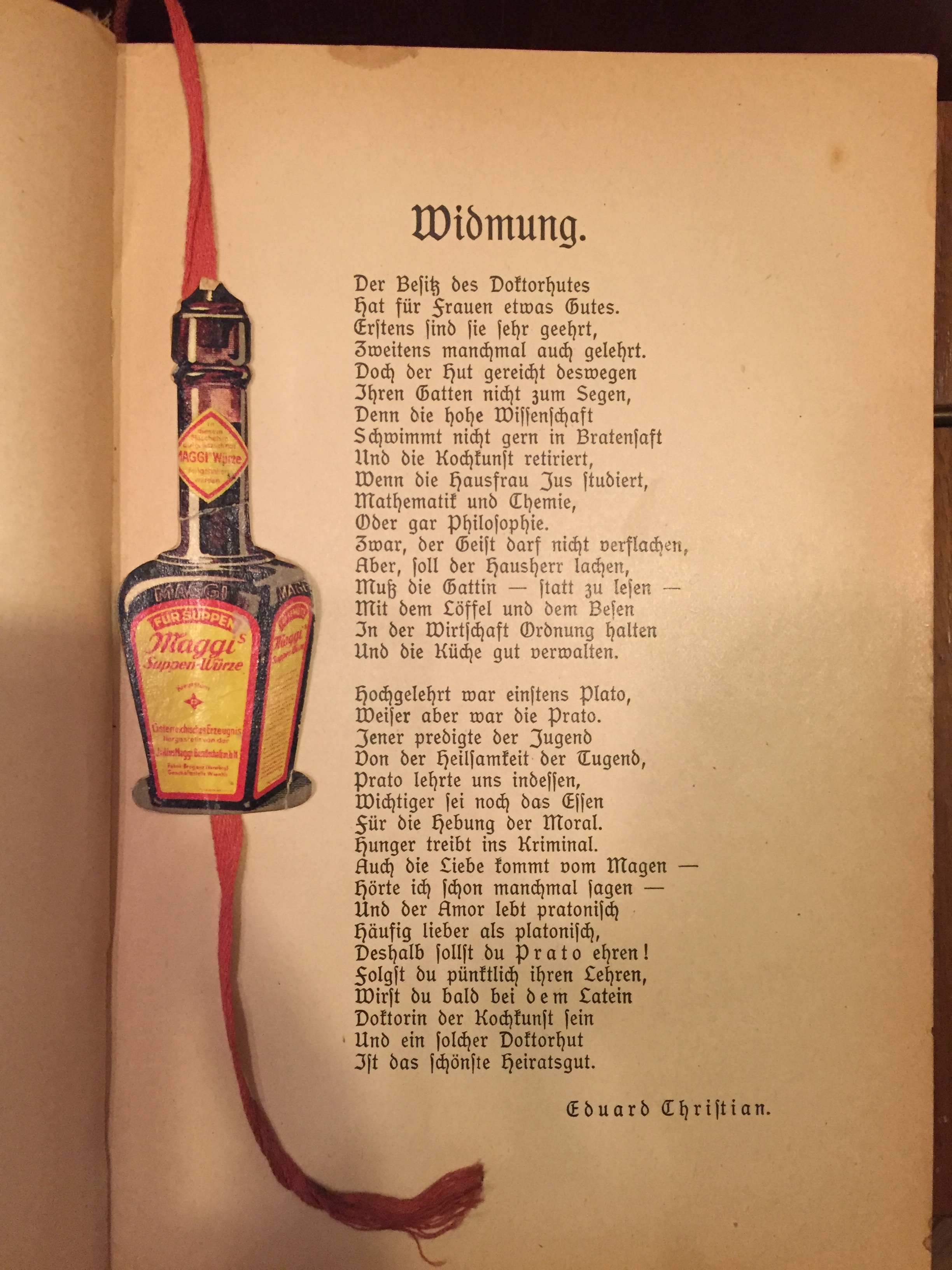
Widmung in: Katharina Prato, Die süddeutsche Küche, Wien und Graz 1929, Verlagsbuchhandlung Styria

- —, Seraphine Putz (Bearb.), Herbert Gyß (Ill.), Gustav E. Sonnewend (Ill.): Mehlspeisen aus Österreich. Tyrolia, Innsbruck/Wien 1995, ISBN 3-7022-2011-9.
- —, Christoph Wagner (Bearb.): Die gute alte Küche. (Orig.-Ausg.: Katharina von Scheiger: Die süddeutsche Küche). Styria 2017, ISBN 978-3-222-14014-3.